# Jacopo Peri
Jacopo Peri (20 de agosto de 1561-12 de agosto de 1633) fue un compositor y cantante Italiano del período de transición entre el Renacimiento y el Barroco, y es considerado el inventor de la ópera. Compuso la primera ópera que se conserva: Eurídice (1600) y la considerada como primera ópera de la historia, La Dafne (alrededor de 1597).

## Biografía
Nació probablemente en Roma y era apodado "lo Zazzerino" (el melenudo) por su cabello rubio. Viajó a Florencia siendo niño, donde estudió con Cristofano Malvezzi, y fue a trabajar en varias iglesias de ahí, tanto como organista como cantante. En 1588 comenzó a trabajar en la Corte de los Médici, primero como tenor, en 1591 como organista y sopranista bajo el Gran Duque Fernando I de Médici y luego bajo Cosme II de Médici como "director principal de música y de los músicos". Sus primeras obras fueron trabajos de música incidental para el teatro y madrigales.

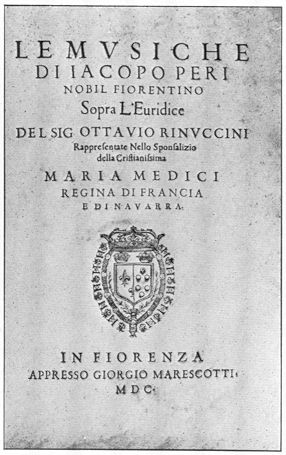
Portada de la primera edición de Eurídice de Jacopo Peri

En los años 1590, Peri se asoció con Jacopo Corsi, el más importante patrón de la música en Florencia. Ellos creían que el arte contemporáneo era inferior al de la Grecia clásica y al arte romano, y decidieron intentar recrear el teatro de la Antigua Grecia, tal como lo comprendían. Su obra se sumó a la de la Camerata Florentina de la década previa, que había producido los primeros experimentos en monodia, el estilo de la canción solista con acompañamiento de un bajo continuo que eventualmente se desarrolló en el recitativo y el aria. Peri y Corsi solicitaron al poeta Ottavio Rinuccini escribir un texto, y el resultado, Dafne, que para nosotros hoy está lejos de lo que los griegos hicieron, es considerada como la primera obra de un nuevo género, la ópera. Esta ópera fue estrenada en 1597 en el Palazzo Corsi de Florencia. La música de esta obra se ha perdido.
Los resultados movieron a Rinuccini y Peri a trabajar en una nueva ópera: Euridice. Fue estrenada el 6 de octubre de 1600 y, a diferencia de Dafne, ha sobrevivido hasta el presente (si bien es difícilmente escenificable y solo como curiosidad histórica). La obra hace uso de recitativos, un nuevo desarrollo que vino entre las arias y los coros y sirvió para mover la acción dramática.
En 1601, Peri partió de Florencia para Ferrara, probando mejor fortuna en otros proyectos. En 1608 escribió los recitativos para la producción en Mantua de L'Arianna, con texto de Rinuccini y arias de Claudio Monteverdi. Produjo varias óperas más - Tetide de Cini y Adone de Cicognini -, que nunca se representaron. También escribió otras obras para varios entretenimientos cortesanos. Ninguna de sus obras es interpretada hoy día, y si bien en el tiempo de su muerte su estilo operístico fue considerado pasado de moda, cuando se le compara con los jóvenes compositores reformistas de entonces, como Claudio Monteverdi, la influencia de Peri en aquellos compositores posteriores es, sin embargo, inmensa.

## Obras destacadas

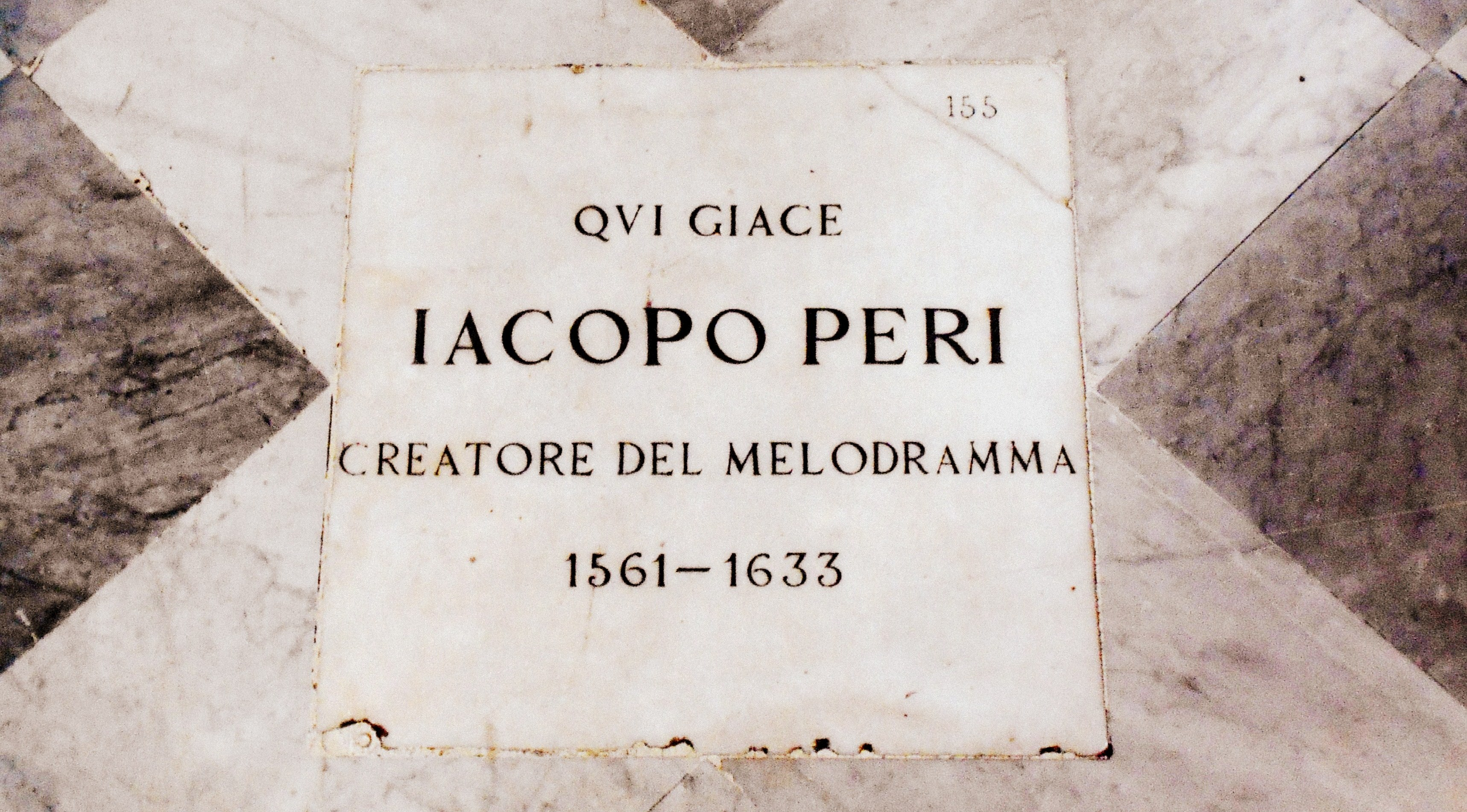
Tumba de Jacopo Peri en Santa Maria Novella (Florencia)

- La Dafne, favola drammatica, con un prólogo y seis escenas (perdida) (1597)
- L'Euridice, fábula dramática con un prólogo y seis escenas (1600)
- La Flora o vero Il Natale de' Fiori (1628)
- Le Varie Musiche a 1, 2, 3 voci, alcune spirituali, in ultimo per cantare nel Clavicemblo e Chitarrone (1609)